# Kivalina (Alaska)
Kivalina es una ciudad ubicada en el borough de Northwest Arctic en el estado estadounidense de Alaska. En el Censo de 2010 tenía una población de 374 habitantes y una densidad poblacional de 36,47 personas por km².
Los expertos predijeron en 2013 que el poblado desaparecería en diez años debido al calentamiento global, desapareciendo bajo las aguas.

## Geografía
Kivalina se encuentra en las coordenadas 67°43′37″N 164°31′0″O / 67.72694, -164.51667. Según la Oficina del Censo de los Estados Unidos, Kivalina tiene una superficie total de 10.26 km², de la cual 3.88 km² corresponden a tierra firme y (62.12%) 6.37 km² es agua.

### Clima
| Parámetros climáticos promedio de Kivalina (1991-2020) | Parámetros climáticos promedio de Kivalina (1991-2020) | Parámetros climáticos promedio de Kivalina (1991-2020) | Parámetros climáticos promedio de Kivalina (1991-2020) | Parámetros climáticos promedio de Kivalina (1991-2020) | Parámetros climáticos promedio de Kivalina (1991-2020) | Parámetros climáticos promedio de Kivalina (1991-2020) | Parámetros climáticos promedio de Kivalina (1991-2020) | Parámetros climáticos promedio de Kivalina (1991-2020) | Parámetros climáticos promedio de Kivalina (1991-2020) | Parámetros climáticos promedio de Kivalina (1991-2020) | Parámetros climáticos promedio de Kivalina (1991-2020) | Parámetros climáticos promedio de Kivalina (1991-2020) | Parámetros climáticos promedio de Kivalina (1991-2020) |
| Mes                                                    | Ene.                                                   | Feb.                                                   | Mar.                                                   | Abr.                                                   | May.                                                   | Jun.                                                   | Jul.                                                   | Ago.                                                   | Sep.                                                   | Oct.                                                   | Nov.                                                   | Dic.                                                   | Anual                                                  |
| ------------------------------------------------------ | ------------------------------------------------------ | ------------------------------------------------------ | ------------------------------------------------------ | ------------------------------------------------------ | ------------------------------------------------------ | ------------------------------------------------------ | ------------------------------------------------------ | ------------------------------------------------------ | ------------------------------------------------------ | ------------------------------------------------------ | ------------------------------------------------------ | ------------------------------------------------------ | ------------------------------------------------------ |
| Temp. máx. abs. (°C)                                   | 8.3                                                    | 11.1                                                   | 8.9                                                    | 16.7                                                   | 20                                                     | 35.6                                                   | 34.4                                                   | 24.4                                                   | 18.3                                                   | 14.4                                                   | 4.4                                                    | 3.9                                                    | 35.6                                                   |
| Temp. máx. media (°C)                                  | -14.1                                                  | -12.4                                                  | -12.6                                                  | -4.7                                                   | 3.4                                                    | 10.0                                                   | 13.5                                                   | 12.5                                                   | 7.9                                                    | -0.8                                                   | -8.2                                                   | -12.2                                                  | -1.5                                                   |
| Temp. media (°C)                                       | -18.4                                                  | -17.1                                                  | -17.3                                                  | -9.6                                                   | 0.1                                                    | 6.6                                                    | 10.5                                                   | 9.5                                                    | 4.8                                                    | -3.6                                                   | -11.4                                                  | -16.2                                                  | -5.2                                                   |
| Temp. mín. media (°C)                                  | -22.8                                                  | -21.7                                                  | -22.0                                                  | -14.4                                                  | -3.4                                                   | 3.2                                                    | 7.5                                                    | 6.5                                                    | 1.7                                                    | -6.3                                                   | -14.7                                                  | -20.1                                                  | -8.9                                                   |
| Temp. mín. abs. (°C)                                   | -45.6                                                  | -47.8                                                  | -40.6                                                  | -32.8                                                  | -22.8                                                  | -6.1                                                   | 0.6                                                    | -2.2                                                   | -11.1                                                  | -22.2                                                  | -34.4                                                  | -40.6                                                  | -47.8                                                  |
| Precipitación total (mm)                               | 7.1                                                    | 11.2                                                   | 4.6                                                    | 14.2                                                   | 14.5                                                   | 20.1                                                   | 35.8                                                   | 59.2                                                   | 38.6                                                   | 23.6                                                   | 13.0                                                   | 4.3                                                    | 246.2                                                  |
| Días de lluvias (≥ 1 mm)                               | 5.3                                                    | 6.2                                                    | 3.0                                                    | 4.5                                                    | 6.6                                                    | 6.4                                                    | 12.2                                                   | 14.2                                                   | 12.1                                                   | 8.5                                                    | 6.5                                                    | 3.8                                                    | 89.3                                                   |
| Fuente: NOWData - NOAA Online Weather Data             |                                                        |                                                        |                                                        |                                                        |                                                        |                                                        |                                                        |                                                        |                                                        |                                                        |                                                        |                                                        |                                                        |

## Demografía
Según el censo de 2010, había 374 personas residiendo en Kivalina. La densidad de población era de 36,47 hab./km². De los 374 habitantes, Kivalina estaba compuesto por el 2.14% blancos, el 0% eran afroamericanos, el 96.26% eran amerindios, el 0% eran asiáticos, el 0% eran isleños del Pacífico, el 0% eran de otras razas y el 1.6% pertenecían a dos o más razas. Del total de la población el 0% eran hispanos o latinos de cualquier raza.
En 2024, unas 400 personas vivían en Kivalina.

## Localidades adyacentes
El siguiente diagrama muestra a las localidades más próximas a Kivalina.